# Xianhe
Xianhe (kinesiska: 仙河镇, 仙河) är en köping i Kina. Den ligger i provinsen Shandong, i den östra delen av landet, omkring 220 kilometer nordost om provinshuvudstaden Jinan. Antalet invånare är 45 653. Befolkningen består av 22 343 kvinnor och 23 310 män. Barn under 15 år utgör 17,0 %, vuxna 15-64 år 77 %, och äldre över 65 år 4,0 %.
Genomsnittlig årsnederbörd är 653 millimeter. Den regnigaste månaden är juli, med i genomsnitt 240 mm nederbörd, och den torraste är januari, med 7 mm nederbörd.